# بورنيما
بورنيما (بالبنغالية: পূর্ণিমা)‏ هي ممثلة بنغلاديشية، ولدت في 11 يوليو 1981 في بنغلاديش.

## وصلات خارجية
- بورنيما على موقع IMDb (الإنجليزية)